# Нимбин

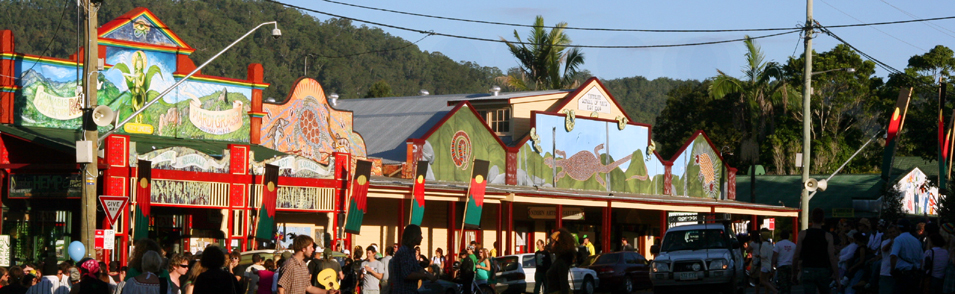
Нимбин

Нимбин (англ. Nimbin) — посёлок в Новом Южном Уэльсе (Австралия) недалеко от города Брисбена, крупнейший в стране центр выращивания психотропной конопли. Основан в конце XIX века на месте святилища австралийского племени бунджалун. Жители посёлка занимались вырубкой окрестных лесов и пытались разводить крупный рогатый скот, однако место оказалось неудобным, и через несколько десятилетий посёлок опустел. С 1973 года Нимбин начали осваивать сиднейские хиппи, избравшие посёлок местом для проведения «Фестиваля Водолея». Многие из них поселились здесь надолго и заново отстроили Нимбин, оформив поселок в «хипповском» стиле.
Новые жители Нимбина занялись выращиванием конопли и, несмотря на постоянные конфликты с полицией, превратили посёлок в международный объект ганджа-туров. В 1993 году в городе стартовал конопляный фестиваль Марди Грасс.
В настоящее время жители Нимбина не только добились свободы от полицейского контроля, но и организовали в Сиднее «Нимбинское конопляное посольство», являющееся центром антипрогибиционистского движения Австралии.